# ジョージ・ニュートン
ジョージ・バース・ニュートン（George Burce Newton、1830年 － 1871年）は、イギリスの軍医。日本で最初の梅毒病院を設置し、日本に性病医学を伝えた。
1867年（慶応3年）に来日する。その頃、日本を代表する開港地であった横浜では日本人の売春婦によって梅毒などの性病が外国人に感染させられる事態が発生していた。そこで、英国公使ハリー・パークスは横浜に性病治療のための病院設置を進め、ニュートンをその責任者として迎え入れたのである。1867年、横浜吉原町に日本最初の梅毒病院が設置され、ニュートンはその責任者となった。これが日本で初めて性病を対象とした専門病院となった。彼は日本において梅毒と淋病の区別が明確化されていないなどの知識の不十分さや性病発生の事実の秘匿を望む業者などの抵抗などに悩まされながらも治療にあたり、彼の赴任以後横浜の性病流行は急速に下火になっていった。なお、この時の助手に福沢諭吉の門人である松山棟庵がいた。
1870年（明治3年）に長崎に招かれて、同地でも専門病院の設置を計画したものの、翌年突然の病に倒れて急死した。著書には生前の著作を荻野為臣が日本語訳した『黴療新報』（全2巻）がある。墓所は長崎市の大浦国際墓地にある。